# Alesia Bakunova
Alesia Bakunova –en bielorruso, Алеся Бакунова; en ruso, Олеся Бакунова, Olesia Bakunova– (Rahachóu, URSS, 14 de abril de 1980) es una deportista bielorrusa que compitió en piragüismo en la modalidad de aguas tranquilas.
Ganó dos medallas en el Campeonato Europeo de Piragüismo de 2006. Participó en los Juegos Olímpicos de Sídney 2000, ocupando el sexto lugar en la prueba de K4 500 m.

## Palmarés internacional
| Campeonato Europeo | Campeonato Europeo | Campeonato Europeo | Campeonato Europeo |
| Año                | Lugar              | Medalla            | Competición        |
| ------------------ | ------------------ | ------------------ | ------------------ |
| 2001               | Milán (Italia)     | Medalla de plata   | K4 1000 m          |
| 2001               | Milán (Italia)     | Medalla de bronce  | K2 500 m           |